# Воля-Зглобенська
Воля-Зглобенська (пол. Wola Zgłobieńska) — село в Польщі, у гміні Богухвала Ряшівського повіту Підкарпатського воєводства.
Населення — 1420 осіб (2011).
У 1975-1998 роках село належало до Ряшівського воєводства.

## Демографія
Демографічна структура станом на 31 березня 2011 року:
|          | Загалом | Допрацездатний вік | Працездатний вік | Постпрацездатний вік |
| -------- | ------- | ------------------ | ---------------- | -------------------- |
| Чоловіки | 708     | 158                | 480              | 70                   |
| Жінки    | 712     | 164                | 406              | 142                  |
| Разом    | 1420    | 322                | 886              | 212                  |